# BLESS/春にして君を想う
「BLESS/春にして君を想う」（ブレス/はるにしてきみをおもう）は、植村花菜の9枚目のシングル。両A面。関西地区（大阪府、京都府、兵庫県、滋賀県、奈良県、和歌山県）限定で、2009年2月11日に発売された。
それまでのシングルはすべてキングレコードからだったが、初めてベルウッド・レコードから発売された。

## 収録曲
1. BLESS
（作詞：植村花菜 toki・作曲：Michael Choi・David Whitmey・Tim Fornara）
2. 春にして君を想う
（作詞：田中秀典 作曲・編曲・プロデュース：蔦谷好位置）
3. ありがと。
（作詞：植村花菜 作曲：片岡大志）